# Stiersprung

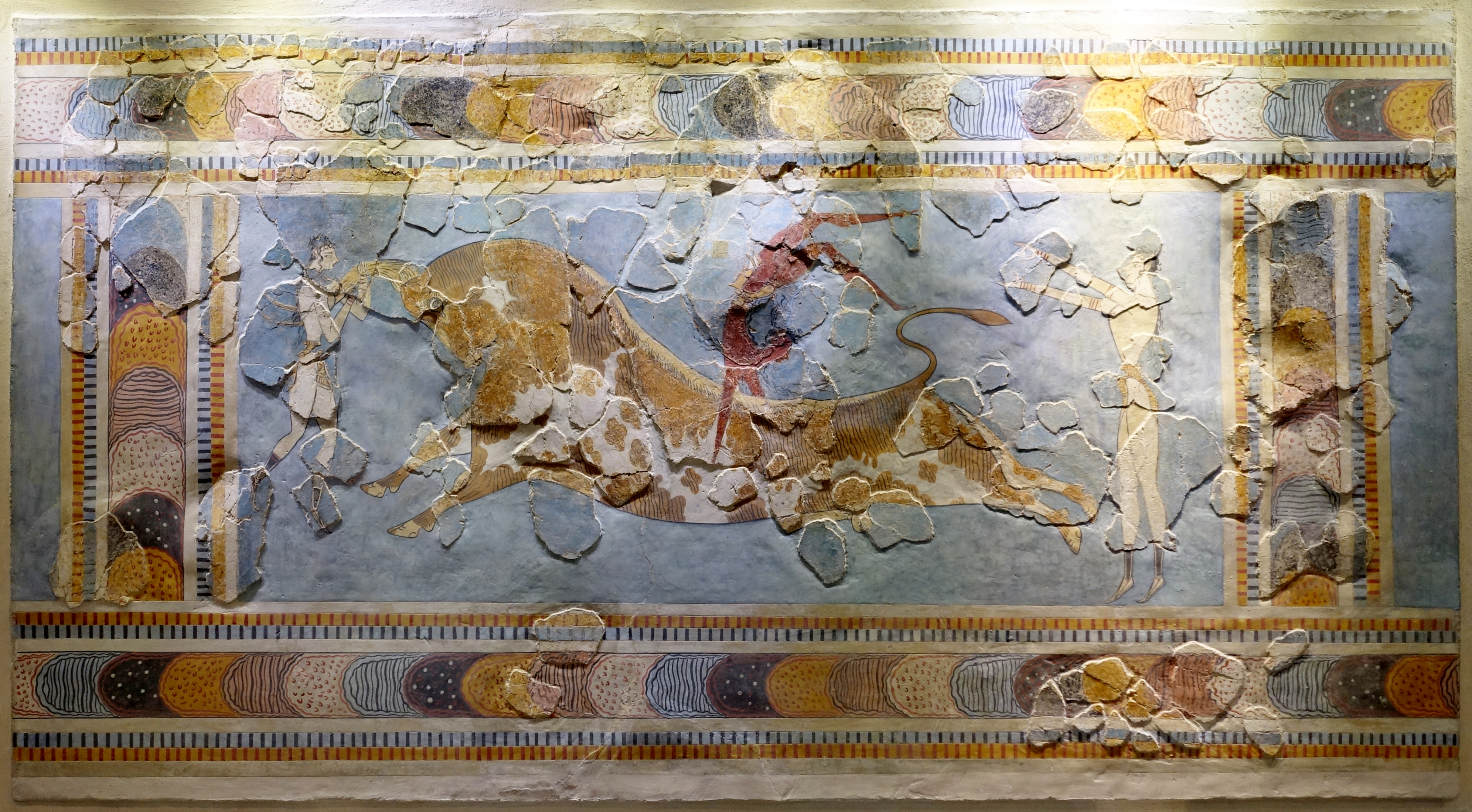
Wandmalerei mit Stierspringern aus Knossos

Als Stiersprung bezeichnet man eine aus Abbildungen rekonstruierte akrobatische Übung mutmaßlich kultischen Charakters der minoischen Kultur.
Beim Stiersprung sprangen junge Männer und Frauen in Längsrichtung über einen Stier.

## Technik
Nach der umstrittenen Rekonstruktionszeichnung von Arthur Evans fasste der Springer zunächst einen galoppierenden Wildstier beim linken Horn. Durch die Kopfbewegung des Stiers wurde der Springer in die Höhe geschleudert. Mit einem Salto rückwärts schwang er sich auf den Rücken des Stiers, von wo aus er über den Schwanz des Stieres absprang und aufgefangen wurde.
Diese artistische Übung war lebensgefährlich. Falls ein Springer den Hals des Stieres verfehlte, wurde er von dem Stier aufgespießt und durchbohrt, was Abbildungen auf kretischen Stempelsiegeln belegen. Es blieb zunächst unklar, ob solche Übungen tatsächlich stattfanden. Lange Zeit gelang es nicht, die Technik zu replizieren. Stuhlfauth stellte 2010 die Verbindung zu den Stiersprüngen der recortadores in Portugal und Spanien her, die sowohl die typische Gestik mit den erhobenen Armen als auch die Salti längs über den Rücken des Stieres aufweisen. Auch die charakteristische hohlkreuzbetonende Ausweichbewegung der recortadores vor den Hörnern des Stieres findet sich in der minoischen Bronzefigur von Tylissos wieder.

## Ausführungsort
Evans nahm an, dass der Stiersprung in einer hölzernen Palisade östlich des Palastes von Knossos stattfand. Ward argumentiert dafür, den Austragungsort im zentralen Innenhof des Palastes zu lokalisieren.

## Chronologie und Verbreitung
Erste bildliche Belege für den Stiersprung finden sich in frühminoischer Zeit (FM II, 2700–2150 v. Chr.) aus Koumatsa und Porti. Danach sind Belege nur aus der Zeit der neuen Paläste belegt (MM IIIb, SM IA), und zwar überwiegend aus Knossos. Bekanntestes Beispiel ist das Stierspringer-Fresko aus Knossos (siehe oben). Kathryn Soar nimmt an, dass die knossischen Eliten dieses alte Ritual bewusst in einem städtischen Kontext wieder aufgriffen bzw. wiederbelebten und im Kontext des Wettbewerbes zwischen verschiedenen Fraktionen einsetzten.
Ein Fresko aus Tell el-Dab’a (Auaris) in Ägypten und syrische Rollsiegel gehören zu den wenigen Darstellungen der Praxis außerhalb von Knossos und Kreta. Unklar ist der Bezug zu einer Wandmalerei im Palast von Tiryns, auf der nach Heinrich Schliemann ein Mann dargestellt ist, der auf einem Stier tanzt.
Ward sieht in dem Theseus-Mythos ein letztes Nachleben dieses Rituals. Stuhlfauth hingegen hält eine bis heute reichende Tradition mit den öffentlichen Darbietungen der recortadores aufgrund der weiten Verbreitung des Stierkultes im Mittelmeerraum durchaus für möglich.

Darstellungen von Stierspringern
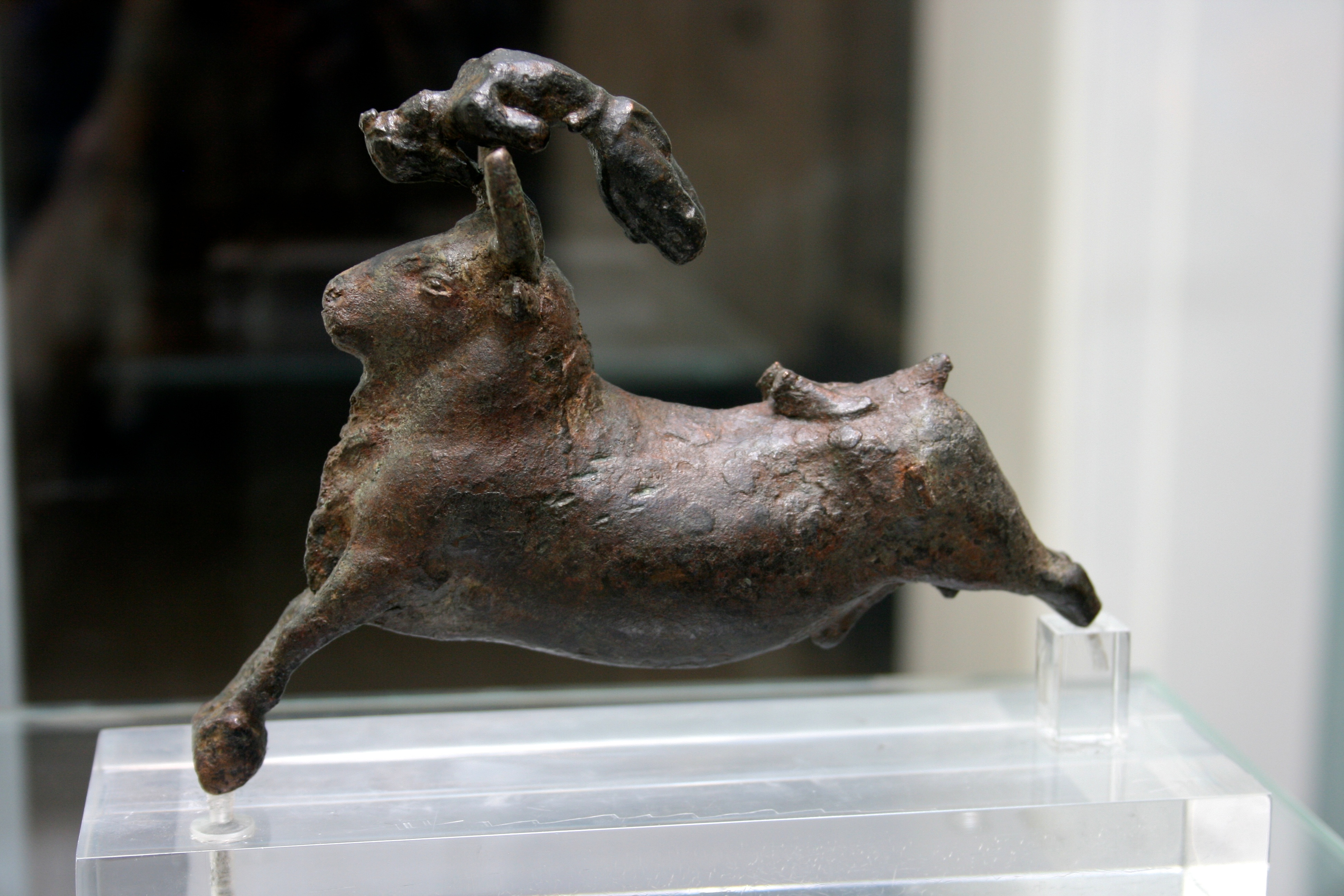
Bronzeplastik eines Stiersprungs aus Kreta, heute im British Museum
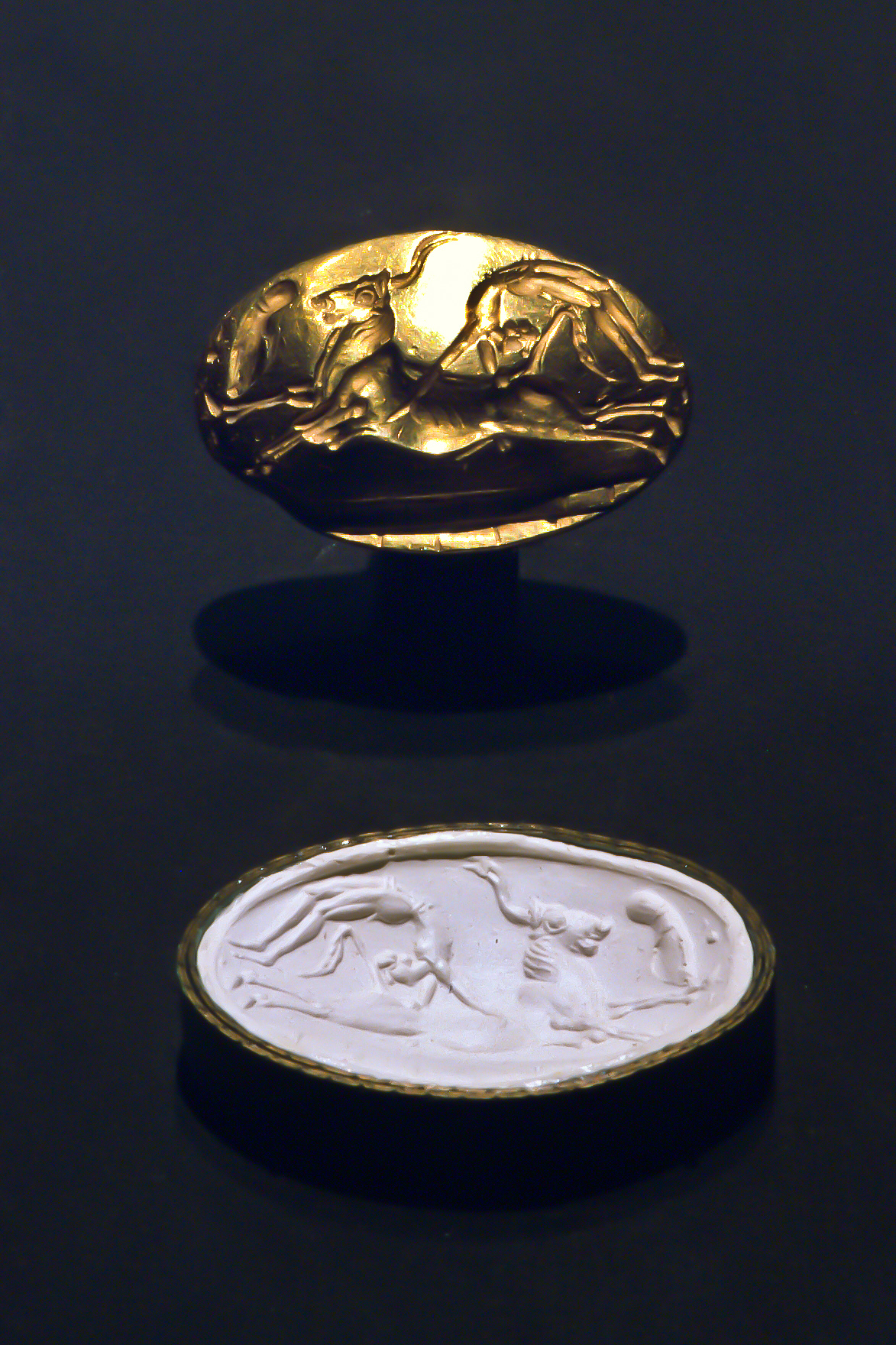
Abbildung eines Stierspringers auf einem minoischen Siegel
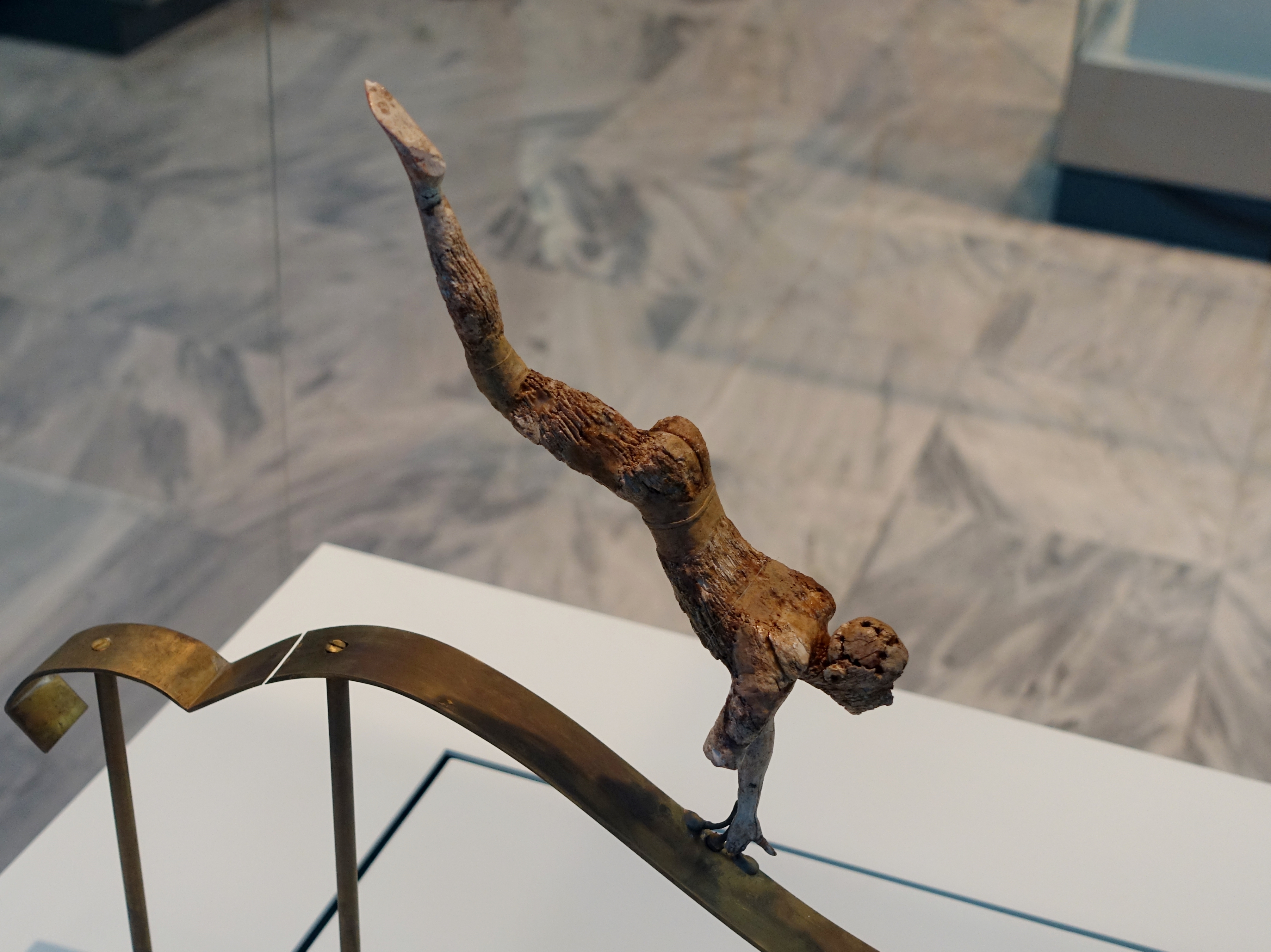
Elfenbeinstatuette – Teil einer mehrfigurigen Gruppe aus Knossos
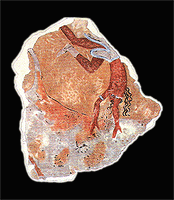
Fragment eines minoischen Freskos aus Auaris (Ägypten)